# Бураково (Владимирская область)

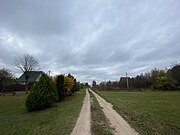
Деревня Бураково

Бураково — деревня в Камешковском районе Владимирской области России, входит в состав Сергеихинского муниципального образования.

## География
Деревня расположена на берегу реки Нерль в 16 км на юго-запад от центра поселения деревни Сергеиха и в 28 км на запад от райцентра города Камешково.

## История
В конце XIX — начале XX века деревня входила в состав Быковской волости Суздальского уезда, с 1924 года — в составе Борисовской волости. В 1859 году в деревне числилось 9 дворов, в 1905 году — 20 дворов, в 1926 году в деревне Бураково имелся 31 двор, в деревне Глумово — 39 дворов и 224 жителя.
С 1929 года деревня входила в состав Глумово-Бураковского сельсовета Суздальского района, с 1940 года — в составе Фомихинского сельсовета, с 1965 года — в составе Кругловского сельсовета Камешковского района, с 1977 года — в составе Коверинского сельсовета, с 2005 года — в составе Сергеихинского муниципального образования.
В 1965 году в деревней объединена исключенная из учётных данных деревня Глумово.

## Население
| 1859 | 1905 | 1926 |
| ---- | ---- | ---- |
| 53   | 129  | 176  |

| 1859 | 1905 | 1926 | 2002 | 2010 | 2021 |
| ---- | ---- | ---- | ---- | ---- | ---- |
| 53   | ↗129 | ↗176 | ↘12  | ↗17  | ↗52  |